# Kwon Sang-ha
Pour les articles homonymes, voir Kwon (homonymie).
Kwon Sang-ha, né en 1641 à Séoul et mort le 2 septembre 1721, est un érudit et un philosophe confucianiste de la dynastie Joseon de Corée. Song Si-yeol et Song Jun-gil ont été ses mentors.
Le nom de plume de Kwon Sang-ha est Hansujae (한수재 ; 寒水齋), mais aussi Suam (수암 ; 遂菴). Son nom de courtoisie est Chido (치도 ; 致道). Il est le deuxième dirigeant du parti Noron et le successeur de Song Si-yeol.

## Œuvres
- Hansujae jip (한수재집, 寒水齋集)
- Samseojipui (삼서집의, 三書輯疑)
- Gibaekitaeyeonpyo (기백이태연표, 箕伯李泰淵表)
- Hyeongcham Kwongeukhwapyo (형참권극화표, 刑參權克和表)
- Busagwayisukpyo (부사과이숙표, 副司果李塾表)